# Площадь Мира (Липецк)
Пло́щадь Ми́ра — площадь в Левобережный округе Липецка. Расположена на развилке проспекта Мира и улицы Зои Космодемьянской, к ней подходят Спиртзаводская и Левобережная улицы.
Площадь Мира — парадная площадь левобережья. На неё с 1958 года приводит Петровский мост (первоначально мостовой переход № 1), начинающийся на правом берегу. В 2003 году сдан второй, параллельный, мост.
В 1950-е годы площадь имела другое, неофициальное, название — пло́щадь спиртзаво́да. По ней в те времена проходила трамвайная линия, соединявшая оба берега Воронежа (в 2003 году её убрали). Нынешнее название площадь получила 30 октября 1959 года.
В 1960-х годах на площади построили пятиэтажный жилой дом 447-й серии со встроенным в первом этаже магазином (пл. Мира, 4). Ныне торговые площади расширены за счет пристройки в сторону центра площади. Здесь же появился мини-рынок.
В центре площади Мира установлен символический монумент, кверху заканчивающийся необычным виноградообразным светильником. Планируется, что в ходе реконструкции площади его уберут.
В 1970-х годах под площадью Мира намечалось построить подземный пешеходный переход.
В 2008 году на площади вблизи берега реки Воронеж возвели гостиницу «Лагуна».

## Транспорт
- авт. 6, 6к, 8, 17, 27, 28, 30, 33, 33а, 40, 40а, 106, 112, 306, 308к, 317, 321, 322, 325, 330, 332, 343, 407. ост.: «Пл. Мира».